# Marianna Iorio
Pour les articles homonymes, voir Iorio.
Marianna Iorio, née le 11 février 1985 à Maddaloni (Italie), est une entrepreneuse et femme politique italienne.

## Biographie
Marianna Iorio naît le 11 février 1985 à Maddaloni dans la province de Caserte.
Elle est élue députée lors des élections générales de 2018.